# Kategoria e Tretë
La Kategoria e Tretë è il quarto ed ultimo livello dilettantistico del campionato albanese di calcio ed è composto da 14 squadre. È stato istituito nel 2003.
Il vincitore viene promosso in Kategoria e Dytë. In passato la dizione Kategoria e Tretë indicava l'attuale Kategoria e Dytë.

## Squadre
Stagione 2024-2025.

### Girone A
| Squadra    | Città    |
| ---------- | -------- |
| Arnisa     | Tërbuf   |
| Bulqiza    | Bulqizë  |
| Eagle FA   | Tirana   |
| Kinostudio | Tirana   |
| Klosi      | Klos     |
| Përmeti    | Përmet   |
| Prestige   | Tirana   |
| Shënkolli  | Shënkoll |

### Girone B
| Squadra   | Città         |
| --------- | ------------- |
| Albpetrol | Patos         |
| Gramozi   | Ersekë        |
| AS Himara | Himara        |
| Osumi     | Ura Vajgurore |
| Skrapari  | Çorovodë      |
| Tepelena  | Tepelenë      |

## Albo d'oro
| Anno      | Vincitore          | Secondo              |
| --------- | ------------------ | -------------------- |
| 2003-2004 | Tërbuni Pukë       | Butrinti             |
| 2004-2005 | Këlcyra            | Domozdova            |
| 2005-2006 | Olimpiku Plug      | Olimpik Tirana       |
| 2006-2007 | Alfavita           | Vlora                |
| 2007-2008 | Bylis Ballsh       |                      |
| 2008-2009 | Laçi               |                      |
| 2009-2010 | Bylis Ballsh       |                      |
| 2010-2011 | Pogradeci          |                      |
| 2011-2012 | Vora               | Farka                |
| 2012-2013 | Partizani Tirana B | Oriku                |
| 2013-2014 | Tirana B           | Teuta B              |
| 2014-2015 | Kevitan            | Internacional Tirana |
| 2015-2016 | Skënderbeu B       | Kukësi B             |
| 2016-2017 | Spartaku Tirana    | Klosi                |
| 2018      | Rubiku             | Term                 |
| 2019      | Selenica           | Mirdita              |
| 2020      | Labëria            | Bulqiza              |
| 2021      | Luftëtari          | Murlani              |
| 2021-2022 | Elbasani           | Valbona              |
| 2022-2023 | Adriatiku          | Albanët              |
| 2023-2024 | Basania            | Memaliaj             |